# Torenkopje
Het torenkopje (Savignia frontata) is een spinnensoort in de taxonomische indeling van de hangmatspinnen (Linyphiidae).
Het dier komt uit het geslacht Savignia. Savignia frontata werd in 1833 beschreven door John Blackwall.